# Бородай Григорій Михайлович
Григорій Михайлович Бородай (нар. 1888, місто Харків, тепер Харківська область — ?) — радянський діяч, голова Харківської міської ради.

## Біографія
Народився у родині робітника. Здобув початкову освіту, закінчивши церковноприходську школу. Трудову діяльність розпочав учнем у друкарні міста Харкова.
З 1904 року — токар, слюсар-ремонтник Харківського заводу Гелеферіх-Саде.
З 1910 року — в російській армії. Учасник Першої світової війни.
Після демобілізації повернувся працювати токарем на завод Гелеферіх-Саде. Член спілки металістів із 1918 року. Служив у Червоній гвардії.
Член РКП(б) з 1922 року.
У 1922—1924 роках — голова заводського комітету профспілки Харківського 1-го державного заводу «Серп і молот» (колишній завод Гелеферіх-Саде).
У 1924—1927 роках — організаційний секретар районного комітету Спілки металістів міста Харкова. У 1927—1929 роках — голова районного комітету Спілки металістів міста Харкова.
У січні 1929 — вересні 1930 року — голова Харківської міської ради. Член бюро Харківського окружного комітету КП(б)У.
З 1932 року — голова Харківської міської ради професійних спілок.
У 1937 році був заарештований органами НКВС. Подальша доля невідома.